# 新居浜3人殺害事件
新居浜3人殺害事件(にいはまさんにんさつがいじけん)とは、2021年（令和3年）10月13日に愛媛県新居浜市垣生(はぶ)の民家で発生した殺人事件である。

## 概要
2021年10月13日 午後5時40分頃、A宅に居たA、B、Cを、息子Cの元同僚Xが持参したナイフで殺意をもって次々に刺殺した。午後5時30分過ぎ、A宅から「男が来て、もめている」と110番通報があり、警察官が駆けつけると、刃物で刺されたAら３人が倒れていて、その後、死亡が確認された。愛媛県警察は、現場でナイフを所持していたXを銃砲刀剣類所持等取締法違反で現行犯逮捕した。同年10月15日にXをAへの殺人容疑で再逮捕、11月4日にはBとCへの殺人容疑で再逮捕した。逮捕直後の取り調べでXは、容疑を認め｢殺すつもりでナイフを持っていた｣と供述した。さらに、「過去に電磁波攻撃を仕掛けられた」とも供述していた。同年11月19日 松山地方検察庁は、Xの刑事責任能力を調べるため鑑定留置を始めた。期間は、2022年2月25日まで。現場は、JR新居浜駅から北東に約4キロの住宅街。2022年3月3日 松山地検は、Xには刑事責任能力があると判断して松山地方裁判所にXを起訴した。2023年12月18日に松山地裁はXに無期懲役の判決を下した。

## 被害者とX間のトラブル
2019年7月以降、Cは警察に「Xから電磁波攻撃をやめろと言われる。」との旨を相談。一方、Xも警察に「Cから電磁波を当てられている」と相談していた。また、同年9月23日に、XがA宅に押しかけて警察が出動する自体になっている。このときは、Xは刃物を所持していなかった為、警察は、A宅に押しかけないよう口頭での注意処分を行った。この対応には、「不十分だ」といった声や「ストーカー被害などで対処できたのではないか」と警察を批判する声もあった。警察は「所要の措置を講じたものと考えているが、今後の捜査によって全容を解明していく」としている。

## Xの詳細
Xは、地元の愛媛県新居浜市の小中学校を卒業。中学時代は、不良で教師に注意されれば「やかましいわ！」と言い返すような生徒であった。高校進学の時期には、高校に提出する内申書に不適切な内容を記載されたとして、不良仲間とともに職員室に乗り込んだこともあった。その後、Xの両親が離婚。故郷を離れて祖母のいる愛媛県西部の大洲市の高校に進学。高校卒業後、新居浜市に舞い戻ってくると、暴走族の真似事を経て、鳶の仕事に就いた。やがて、年下の女性と結婚。2人の男児をもうけた。しかし、少し経つと離婚。父親の借金で実家は売却され、帰る場所もなく、車中泊をしていた。本事件を起こす前XはCと同じ職場に勤務しており、一家3人と面識があった。2019年5月と9月にXは、インターネットの掲示板にX自らの名前でCを中傷するような内容の書き込みをしていた。また、警察は、Xは精神障害に罹患している可能性があるとみて地元の西条保健所へ相談に行くようXに勧めていた。さらに警察は、同保健所にXについて5回の情報提供を行っていた。ちなみにXは、同保健所に相談しには行かなかった。